# Szymon Gumularz
Szymon Gumularz (ur. 22 grudnia 2001 w Myślenicach) – polski szachista, arcymistrz od 2021 roku.

## Kariera szachowa
Udział w zawodach szachowych zaczął od startu w indywidualnych mistrzostwach Europy juniorów w 2013 w Budvie, gdzie zajął 20. miejsce. Trzykrotnie zdobył medale mistrzostw Polski juniorów: złoty w Wałbrzychu w 2013 (do lat 12), brązowy w Suwałkach w 2015 (do lat 14) i złoty w Ustroniu w 2017 (do lat 16).
Siedmiokrotnie był medalistą mistrzostw Polski juniorów w szachach szybkich (w tym trzykrotnie mistrzem Polski: Wrocław 2014 – w kategorii do lat 14, Katowice 2015 – do lat 14 i Koszalin 2016 – do lat 16) oraz sześciokrotnym medalistą mistrzostw Polski juniorów w szachach błyskawicznych (w tym mistrzem Polski: Olsztyn 2013 – do lat 12, Katowice 2015 – do lat 14 i Wrocław 2017 – do lat 16).
Reprezentował Polskę na mistrzostwach świata juniorów (3 razy) oraz mistrzostwach Europy juniorów (4 razy), uzyskując najlepszy wynik w 2017 w Montevideo – (3. m. na MŚJ do lat 16).
Czterokrotnie zwyciężał w turniejach: 2014 na Górze Świętej Anny (open B) razem ze Stanisławem Żyłką, 2017 w Mariańskich Łaźniach (Marienbad B3) razem z Aleksandrem Kaczmarkiem, 2018 w Krakowie (Cracovia 2017/18, open A), razem z Christopherem Repką oraz Jewgenijem Romanowem i 2019 w Krakowie (Cracovia 2019/20, open A). Najlepszy wynik, jaki osiągnął w polskich mistrzostwach, to 8. miejsce w Warszawie w 2019.
Najwyższy ranking w dotychczasowej karierze osiągnął 1 sierpnia 2023, z wynikiem 2588 punktów.

## Osiągnięcia
Indywidualne mistrzostwa Polski:
- Warszawa 2019 – VI m[5].
- Warszawa 2020 – XVI m[7].
- Bydgoszcz 2021 – dz. X m[8].
- Kruszwica 2022 – dz. X m[9].
- Warszawa 2023 – 2. m[10].

Drużynowe mistrzostwa Polski:
- Chorzów 2019 – srebrny medal
- Katowice 2019 – srebrny medal
- Kraków 2020 – złoty medal
- Legnica 2021 – złoty medal
- Bydgoszcz 2022 złoty medal

Indywidualne mistrzostwa świata juniorów:
- Montevideo 2017 – brązowy medal
- Porto Karas 2018 – brązowy medal
- Bombaj 2019 – XXII m.

Indywidualne mistrzostwa Europy juniorów:
- Budva 2013 – XX m.
- Poreč 2015 – VIII m.
- Ryga 2018 – XVIII m.
- Bratysława 2019 – VIII m.

Indywidualne mistrzostwa Polski juniorów:
- Wałbrzych 2013 – złoty medal
- Spała 2014 – IV m
- Suwałki 2015 – brązowy medal
- Szklarska Poręba 2016 – IV m
- Ustroń 2017 – złoty medal
- Jastrzębia Góra 2018 – V m

Drużynowe mistrzostwa Polski juniorów:
- Masłów Pierwszy 2014 – brązowy medal
- Ustroń 2015 – brązowy medal
- Suchedniów 2016 – brązowy medal
- Szczyrk 2017 – złoty medal
- Ustroń 2019 – srebrny medal

Wybrane sukcesy w innych turniejach:
- 2013 – IV m. w Zakopanem (Z szachami przez Polskę)
- 2014 – dz. I m. na Górze Świętej Anny (open B)
- 2015 – IV m. w Mariańskich Łaźniach (14th Marienbad IM)[11]
- 2017 – dz. I m. w Mariańskich Łaźniach (Marienbad B3)
- 2018 – dz. I m. w Krakowie (Cracovia 2017/18, open A)
- 2019 – III m. we Wrocławiu (Polonia Wrocław Master Cup – GM)
- 2020 – dz. I m. w Krakowie (Cracovia 2019/20, open A)[4]
- 2021 – dz. II m. w Warszawie (Memoriał Mieczysława Najdorfa)[12]
- 2022 – dz. III m. w Suwałkach (Memoriał Ireny Warakomskiej, open A)[13]